# آینده فلسطین
آینده فلسطین (به انگلیسی: The Future of Palestine), همچنین به عنوان یادداشت ساموئل نیز شناخته می‌شود، یادداشتی بود که توسط هربرت ساموئل در ژانویه و مارس ۱۹۱۵، دو ماه پس از اعلان جنگ بریتانیا به امپراتوری عثمانی، به کابینه بریتانیا پیشنهاد شد.
این نخستین‌بار در یک پرونده رسمی بود که جلب حمایت یهودیان به عنوان یک اقدام جنگی پیشنهاد می‌شد.

## زمینه
فلسطین برای اولین بار در ۹ نوامبر ۱۹۱۴، چهار روز پس از اعلان جنگ بریتانیا علیه امپراتوری عثمانی، در سطح کابینه بریتانیا مورد بحث قرار گرفت. دیوید لوید جورج، وزیر دارایی وقت «به سرنوشت نهایی فلسطین اشاره کرد». یک دهه قبل فدراسیون صهیونیستی بریتانیا و ایرلند شرکت حقوقی لوید جورج را برای کار بر روی طرح اوگاندا استخدام کرده بود. لوید جورج پس از ملاقات با رئیس هیئت دولت محلی، هربرت ساموئل، به او اطمینان داد که «بسیار مشتاق است که یک کشور یهودی در فلسطین ایجاد شود». سپس ساموئل در گفتگو با ادوارد گری، وزیر امور خارجه، موضع صهیونیست‌ها را به‌طور کامل تر تشریح کرد. او از آرزوهای صهیونیسم برای ایجاد یک کشور یهودی در فلسطین و از اهمیت موقعیت جغرافیایی آن برای امپراتوری بریتانیا صحبت کرد. در خاطرات ساموئل آمده‌است:
من اشاره کردم که دو چیز ضروری است - اینکه دولت باید بی‌طرف باشد، چون نمی‌تواند آنقدر فراگیر باشد که از خود دفاع کند و اینکه دسترسی آزاد زائران مسیحی باید تضمین شود. … من همچنین گفتم اگر باقی‌مانده سوریه به فرانسه ضمیمه شود، یک مزیت بزرگ خواهد بود، زیرا برای این کشور بسیار بهتر است که به‌جای ترک‌ها، در همسایگی یک قدرت اروپایی باشند.
همان شب، نخست‌وزیر اچ. اچ اسکوئیث در یک سخنرانی برای ضیافت شهردار در خانه عمارت اعلام کرد که تجزیه امپراتوری ترکیه به یک هدف جنگی تبدیل شده‌است. «این دولت عثمانی است که ناقوس مرگ سلطه عثمانی را نه‌تنها در اروپا، که در آسیا هم به صدا درآورده است، نه ما». 

## بحث در سطح کابینه
در دسامبر ۱۹۱۴ ساموئل با حییم وایزمن ملاقات کرد، که پس از جنگ به عنوان رئیس سازمان جهانی صهیونیستی و بعداً اولین رئیس‌جمهور اسرائیل انتخاب شد. ساموئل سپس به عنوان رئیس هیئت دولت محلی عضو کابینه بریتانیا بود. با توجه به خاطرات وایزمن، ساموئل قبلاً به صهیونیسم معتقد بود و معتقد بود که خواسته‌های وایزمن بسیار متواضعانه است. ساموئل نمی‌خواست وارد بحث مفصلی دربارهٔ برنامه‌های خود شود، اما اشاره کرد که «شاید معبد ممکن باشد ه عنوان نمادی از وحدت یهودیان بازسازی شود، البته به شکلی مدرن».
یک مطالعه موردی می‌گوید که خاطرات جوزایا ودگوود خاطرات دیوید لوید جورج (با پشتیبانی آرشیو ملی) را تأیید می‌کند که اولین ملاقات بین لوید جورج و وایزمن در اوت ۱۹۱۵ بود در حالی که اشاره می‌کند که چندین منبع به ملاقاتی در دسامبر ۱۹۱۴ اشاره می‌کنند. یا ژانویه ۱۹۱۵. (طبق گفته اشنیر، در ۱۵ ژانویه ۱۹۱۵، وایزمن و ساموئل در خیابان داونینگ ۱۱ با لوید جورج  ملاقات کردند، اما منبع آن به آزمون و خطای وایزمن است که تاریخ را ۳ دسامبر ۱۹۱۴ ذکر کرده‌است. در پایان ژانویه، ساموئل این یادداشت را برای تصویب به نخست‌وزیر اچ. اچ اسکویت و وزیر امور خارجه ادوارد گری ارسال کرد. 
لوید جورج که بعدها در زمان بیانیه بالفور نخست‌وزیر شد، توسط اسکویت به عنوان تنها عضو کابینه به شدت از این پیشنهاد حمایت کرد. 

## یادداشت
این یادداشت با ذکر این نکته آغاز شد که شروع جنگ جهانی اول فرصتی برای تغییر «وضعیت فلسطین» فراهم کرد. وی خاطرنشان کرد که احتمالاً برای یک کشور مستقل یهودی خیلی زود است و الحاق به امپراتوری بریتانیا راه حلی است که «برای رهبران و حامیان جنبش صهیونیستی در سراسر جهان بسیار خوشایند خواهد بود».
این یادداشت سپس پنج مزیت را برای امپراتوری بریتانیا از چنین استراتژی مشخص کرد. این‌ها بودند:
۱. این امر کشور را قادر می‌سازد تا «در حوزه‌ای دیگر، نقش تاریخی خود در متمدن‌سازی کشورهای عقب‌مانده را انجام دهد.»
۲. این امر اعتبار امپراتوری بریتانیا را افزایش می‌دهد
۳. نتیجه مثبت جنگ را برای امپراتوری بریتانیا بدون خلع آلمان از مستعمراتش و ایجاد جنگ انتقام جویانه را فراهم می‌کند
۴. این امر دفاع مصر را بهبود می‌بخشد و به عنوان یک مرز قوی عمل می‌کند
۵. این کار «قدردانی پایدار یهودیان در سراسر جهان را برای انگلستان به ارمغان می‌آورد»، از جمله ۲ میلیون یهودی در ایالات متحده
سپس گزینه‌های جایگزین برای الحاق بریتانیا در نظر گرفته شد. الحاق فرانسه برای یهودیان «ناخواسته» تلقی می‌شد، بین‌المللی شدن «کشور را زیر دست مرده قرار می‌داد»، الحاق به مصر بزرگ عوارضی را به همراه خواهد داشت، و واگذاری کشور به ترکیه با تضمین استعمار یهودیان احتمالاً وضعیت را به‌طور قابل ملاحظه ای بهبود نمی‌بخشد. .

ساموئل سپس با اشاره به این که در حالی که فلسطین بریتانیا به تنهایی نمی‌تواند مسئله یهودیان را در اروپا حل کند، نتیجه‌گیری کرد، اما تأثیر مهمی بر «شخصیت» یهودیان جهان خواهد داشت و در نتیجه جهان را غنی می‌کند. ساموئل با ارجاع به یک سخنرانی پارلمانی معروف که توسط توماس مکولی در سال 1833 در جریان رهایی یهودیان بریتانیا ایراد شد، نتیجه‌گیری کرد
«بگذارید یک مرکز یهودی در فلسطین تأسیس شود؛ بگذارید، همان‌طور که من معتقدم، به یک عظمت معنوی و فکری دست یابد؛ و به‌طور غیرمحسوس، اما ناگزیر، شخصیت یک فرد یهودی، هر کجا که باشد، نجیب خواهد بود. تداعی‌های ناپسندی که به نام یهودی متصل شده‌اند از بین می‌روند و ارزش یهودیان به عنوان عنصری در تمدن مردم اروپا افزایش می‌یابد. مغز یهودیان یک محصول فیزیولوژیکی است که نباید مورد تحقیر قرار گیرد. برای پانزده قرن، این نژاد در فلسطین جانشینی ثابت از مردان بزرگ - دولتمردان و پیامبران، قضات و سربازان را به وجود آورد. اگر جسمی دوباره داده شود که روح آن بتواند در آن ساکن شود، ممکن است دوباره جهان را غنی کند. اجازه ندهیم بگویند که در میان هموطنان اشعیا هیچ نابغه ای وجود ندارد، در میان فرزندان مکابیان هیچ قهرمانی وجود ندارد.»

## واکنش‌ها
به گفته فریدمن، نسخه نهایی مارس ("احتمالاً نسخه ژانویه") نه در کابینه و نه در شورای جنگ مورد بحث قرار نگرفت. 
نخست‌وزیر اسکویت در ۲۸ ژانویه در مورد اولین پیش نویس اشاره کرد:
من به تازگی یادداشتی با عنوان «آینده فلسطین» از هربرت ساموئل دریافت کرده‌ام… او فکر می‌کند که ما ممکن است در این سرزمین نه چندان امیدوارکننده حدود سه یا چهار میلیون یهودی اروپایی بکاریم، و این می‌تواند تأثیر خوبی بر کسانی که باقی مانده‌اند داشته باشد. تقریباً شبیه نسخه جدیدی از «تانکرد» است که به روز شده‌است… این یک تصویر شاذ است از این که «نژاد یعنی همه چیز» تا به این طغیان تقریباً ادبیاتی-غنایی برسد که زائیدهٔ مغز منظم و روشمند ساموئل است."...
و در ماه مارس در مورد نسخه نهایی:
«فکر می‌کنم قبلاً به یادداشت دیتیرامب هربرت ساموئل اشاره کرده‌ام که تأکید می‌کند که برای جداسازی نواحی آسیایی ترک‌ها باید فلسطین را بگیریم، که یهودیان پراکنده شده در جهان به مرور زمان از تمام نقاط دنیا به آنجا بازگردند و در زمان مناسب حاکمیت محلی خودشان را به‌دست آوردند.
جالب اینجاست که تنها طرفدار دیگر این پیشنهاد لوید جورج است که نیازی نیست بگویم برایش یهودیان یا گذشته یا آینده آنها اهمیتی ندارد، اما از آن طرف فکر می‌کند که این یک ننگ بزرگ است که بگذاریم سرزمین مقدس مورد تصرف یا تحت حمایت فرانسهٔ ندانم گرا و بی‌خدا قرار بگیرد».
روفوس آیزاکس، اولین مارکز ریدینگ، در ۵ فوریه، پیش از این نوشت که «[لوید-جرج] به سمت دلسوزانه تمایل داشت - پیشنهاد شما به ویژگی‌های شاعرانه و تخیلی و همچنین به ویژگی‌های رمانتیک و مذهبی ذهن او توجه دارد».  ادوین مونتاگو، پسر عموی ضد صهیونیست ساموئل در ۱۶ مارس ۱۹۱۵ نامه ای به اسکویت نوشت:
«فلسطین به خودی خود از نظر استراتژیک یا مادی برای بریتانیا جذابیت کمی دارد یا اصلاً جذابیت ندارد». «[فلسطین] به‌طور غیرقابل مقایسه ای فقیرتر از، بگذاریم بگوییم، مثلاً بین‌النهرین خواهد بود». «من نمی‌توانم یهودیانی را که می‌شناسم درحالی تصور کنم که از درختان زیتون مراقبت می‌کنند یا گوسفندان را می‌چرانند». «در حال حاضر هیچ نژاد یهودی به عنوان یک کل همگن وجود ندارد. کاملاً واضح است که یهودیان در بریتانیای کبیر به همان اندازه از یهودیان در مراکش یا یهودیان سیاه‌پوست در کوچین دور هستند که انگلیسی مسیحی از مور یا هندو» .. «اگر فقط مردم ما… جای خود را به عنوان ناسازگار باز می‌افتند، صهیونیسم آشکارا خواهد مرد و یهودیان ممکن است راه خودشان را برای احترام پیدا کنند».

## مراجع خارجی
- Schneer, Jonathan (2011). The Balfour Declaration: The Origins of the Arab-Israeli Conflict. A&C Black. pp. 145–. ISBN 978-1-4088-0970-9.
- Elath, Eliahu (1976). Zionism at the UN: A Diary of the First Days. Jewish Publication Society of America. pp. 81–. ISBN 978-0-8276-0083-6.
- Huneidi, Sahar (2001). A Broken Trust: Sir Herbert Samuel, Zionism and the Palestinians. I.B.Tauris. p. 84. ISBN 978-1-86064-172-5.
- Fromkin, David (1990). A Peace to End All Peace: The Fall of the Ottoman Empire and the Creation of the Modern Middle East. Avon Books. ISBN 978-0-380-71300-4.
- Friedman, Isaiah (1973). The Question of Palestine: British-Jewish-Arab Relations, 1914–1918. Transaction Publishers. ISBN 978-1-4128-3868-9.
- Rose, Norman (2010). A Senseless, Squalid War: Voices from Palestine, 1890s to 1948. Pimlico. pp. 15–. ISBN 978-1-84595-079-8.
- Lorenzo Kamel (2015). Imperial Perceptions of Palestine: British Influence and Power in Late Ottoman Times. British Academic Press. ISBN 978-1-78453-129-4.